# Georg Roedenbeck
Georg Roedenbeck (* 19. Mai 1879 in Rastatt; † nach 1944) war ein deutscher Kapitän zur See der Kriegsmarine und war Hauptbannführer der HJ. Von November 1937 bis April 1939 war er Reichsinspektor der Marine-HJ.

## Leben
Georg Roedenbeck trat am 7. April 1897 in die Kaiserliche Marine ein. Als Kapitänleutnant (Beförderung am 22. August 1907) war er 1912 zur Verfügung der II. Marineinspektion gesetzt. Am 16. Dezember 1914 wurde er Korvettenkapitän. Später war er bis Juli 1915 Admiralstabsoffizier im Stab des II. Admirals des I. Geschwaders. Anschließend war er bis Juni 1918 Erster Offizier auf der Thüringen. Ende Mai/Anfang Juni 1916 war die Thüringen in der Skagerrakschlacht eingesetzt. Dabei konnte die Thüringen den britischen Panzerkreuzer Black Prince versenken und blieb ohne eigenen Treffen. Von Juni 1918 bis Februar 1919 war er letzte Kommandant der Pfeil. Am 24. November 1919 wurde er aus der Marine verabschiedet. Er war Führer eines Freikorps, welches im Raum Cuxhaven und Hadeln agierte, und war in völkischen Verbänden aktiv.
Ab 1925 war er nicht mehr in Deutschland und war später bis 1930 Berater der türkischen Marine. Bis Ende 1933 war er in Beirut und betreute dort den Aufbau einer Ortsgruppe Syrien der NSDAP.
Zurück in Deutschland war er als Bannführer ab Dezember 1933 in der Abteilung IV (Verwaltung/Kasse) der Reichsjugendführung (RJF). Roedenbeck trat zum 1. Februar 1934 der NSDAP bei (Mitgliedsnummer 3.401.841). Innerhalb der Organisation der RJF wechselte er im darauffolgenden Jahr als Referenz in die Abteilung E (Ertüchtigung) und wurde dort Sachbearbeiter für die Marine-HJ. Ab Juli 1935 war er in der Verbindungsstelle München der RJF. Er kam in das Amt für körperliche Schulung und war im März 1936 u. a. HJ-Verbindungsführer zum Oberkommando der Kriegsmarine, zur Führer der Deutsche Seefahrt, zum Verband Deutscher Reeder und zum NS-Deutschen Marinebund. Als Marinesachbearbeiter der RJF wurde er im April 1937 zum Oberbannführer befördert. Er war Organisator der Reichsbanne See- und Binnenschifffahrt der HJ und war Leiter des Hauptreferats Marine im Amt für körperliche Ertüchtigung. Mit seiner Beförderung zum Hauptbannführer im November 1937 wurde er zum Reichsinspektor der Marine-HJ ernannt und war direkt dem Jugendführer des Deutsche Reiches unterstellt. Er blieb im Amt für körperliche Ertüchtigung Leiter des Hauptreferats Seesport und zugleich Stellvertreter des Amtschefs.
In die Kriegsmarine wurde er reaktiviert und war von Mai 1939 bis Oktober 1939 Sachbearbeiter Marine im Wehrbezirkskommando Berlin IX. Bis Juni 1940 war er in gleicher Position im Wehrbezirkskommando Berlin VI. Kurz nach der Einrichtung war er von Juni 1940 bis Dezember 1942 Leiter der Zweigstelle Stavanger der Kriegsmarinedienststelle Oslo. Am 1. August 1941 wurde er Kapitän zur See. Bis August 1943 übernahm er in der gleichen Kriegsmarinedienststelle die Zweigstelle bzw. der Seetransporthauptstelle in Tromsø. Anschließend kam er bis August 1944 zur Verfügung des Marineoberkommandos Ost. Zum 1. September 1943 war er z. V. gestellt und wurde am 31. August 1944 aus der Marine verabschiedet. 

## Auszeichnungen
Bis Mitte 1912 war er u. a. mit dem Roten Adlerorden 4. Klasse, den Großherzoglich Oldenburgischen Haus- und Verdienstorden des Herzogs Peter Friedrich Ludwig 2. Klasse mit der silbernen Krone, dem Offizierkreuz des Königlich Italienischen Orden der Italienischen Krone, dem Offizierkreuz des Königlich Niederländischen Orden von Oranien-Nassau, den Kaiserlich und Königlich Österreichisch-Ungarischen Orden der Eisernen Krone 3. Klasse, den Kaiserlich und Königlich russischen St.-Annen-Orden 3. Klasse und das Ritterkreuz II. Klasse des Königlich Schwedischen Schwertordens. Er war auch Ritter des goldenen Kreuzes des Königlich Griechischen Erlöser-Ordens.
Im Ersten Weltkrieg, bis Mitte Februar 1918, wurde ihm zusätzlich das Eiserne Kreuz I. Klasse, das Großherzoglich Oldenburgische Friedrich-August-Kreuz 1. Klasse, der Oldenburgische Haus- und Verdienstorden des Herzogs Peter Friedrich Ludwig 2. Klasse mit der silbernen Krone und Ritterkreuz I. Klasse des Herzoglich Sächsischen Sachsen-Ernestinischen Hausordens verliehen.

## Werke (Auswahl)
- Die Marine-Hitlerjugend–Die Nachwuchsorganisation der deutschen Seefahrt. In: Deutsche Seefahrt, 6. Folge, 1938, Leipzig, S. 159–169.
- Das Türkische Reich; ein Brennpunkt politischen Geschehens. O. Stollberg, Berlin, 1939.
- Kurzlebenslauf von Georg Roedenbeck. In: Michael Buddrus: Totale Erziehung für den totalen Krieg: Hitlerjugend und nationalsozialistische Jugendpolitik. Walter de Gruyter GmbH & Co KG, 2015, ISBN 978-3-11-096795-1, S. 1202.